# Kia Cerato
Kia Cerato — компактні автомобілі, що вироблялися концерном Kia.

## Kia Cerato 1 (2003-2008)

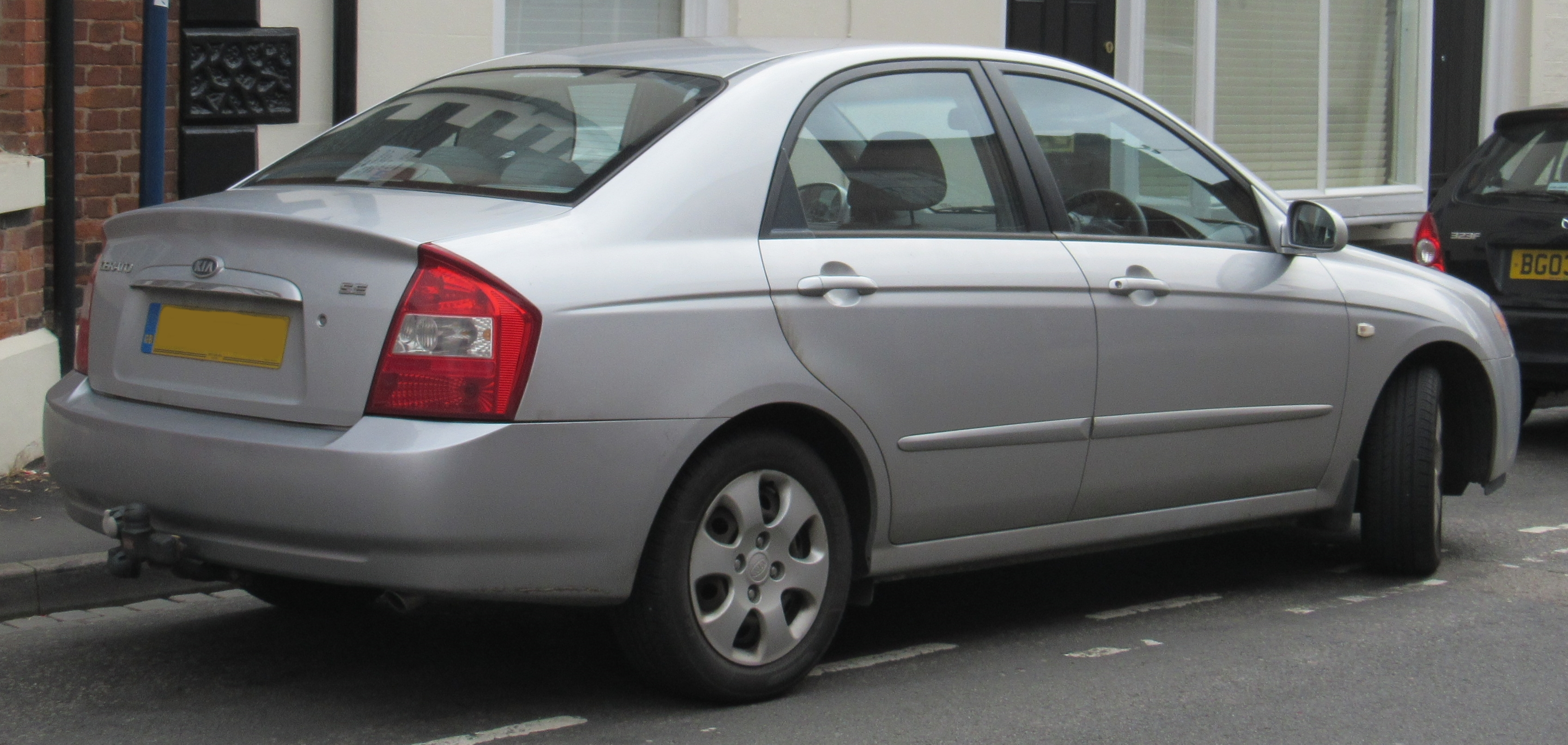
Kia Cerato 1

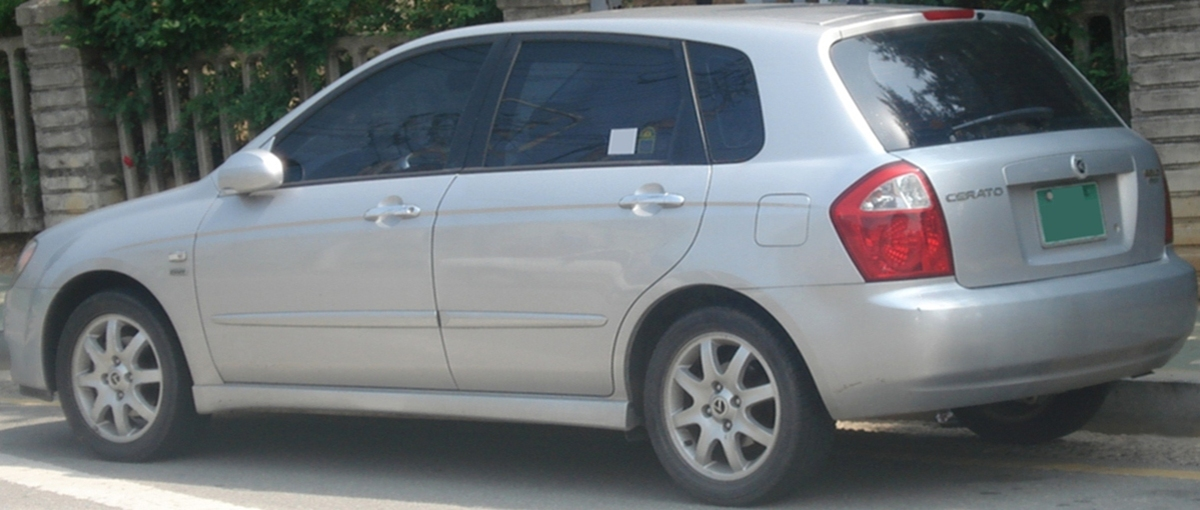
Kia Cerato 1 хетчбек

Перше покоління Kia Cerato виготовлялося в Південній Кореї в кузовах седан та хетчбек. У 2007 році Kia cee'd замінила Cerato в кузові хетчбек на європейському ринку. Седан ж випускався до 2008 року включно. 
Автомобіль також відомий під назвою Kia Spectra. До бази седана увійшли: стереосистема на шість динаміків, рульова колонка з налаштуванням, гідропідсилювач керма, кондиціонер, подушка безпеки водія, бічні дзеркала заднього виду з електроприводом, CD-програвач, центральний замок з брелоком, іммобілайзер двигуна, функція дистанційного відкривання дверей багажного відділення та кришки паливного бака. Єдиною опцією для Spectra є металеве забарвлення.
У 2009 році вийшла оновлена версія Kia Cerato, відома в країнах Європи як Kia Forte, в Україні ж вона зберегла своє ім'я.

### Двигуни
| Модель    | Серія двигуна Код двигуна | Об'єм    | Потужність | Крутний момент                 | КПП                   | Роки випуску |
| --------- | ------------------------- | -------- | ---------- | ------------------------------ | --------------------- | ------------ |
| Бензинові |                           |          |            |                                |                       |              |
| 1.6       | Alpha II G4ED             | 1599 см³ | 105 к.с.   | 143 Нм при 4500 об/хв          | 5-ст. МКПП 4-ст. АКПП | 2003–2006    |
| 1.6       | Alpha II CVVT G4ED        | 1599 см³ | 110 к.с.   | 145 Нм при 4500 об/хв          | 5-ст. МКПП 4-ст. АКПП | 2004–2006    |
| 1.6       | Gamma G4FC                | 1591 см³ | 122 к.с.   | 154 Нм при 4200 об/хв          | 5-ст. МКПП 4-ст. АКПП | 2006–2009    |
| 2.0       | Beta II CVVT G4GCX        | 1975 см³ | 143 к.с.   | 186 Нм при 4500 об/хв          | 5-ст. МКПП 4-ст. АКПП | 2003–2009    |
| Дизельні  |                           |          |            |                                |                       |              |
| 1.5       | U D4FA-L                  | 1493 см³ | 73/90 к.с. | 170/195 Нм при 1900-2500 об/хв | 5-ст. МКПП            | 2005–2006    |
| 1.5       | U D4FA                    | 1493 см³ | 102 к.с.   | 235 Нм при 2000 об/хв          | 5-ст. МКПП            | 2005–2006    |
| 1.6       | U D4FB                    | 1582 см³ | 116 к.с.   | 255 Нм при 1900-2750 об/хв     | 5-ст. МКПП            | 2006–2009    |
| 2.0       | D D4EA                    | 1991 см³ | 112 к.с.   | 245 Нм при 1800-2500 об/хв     | 5-ст. МКПП            | 2003–2006    |

## Kia Cerato 2/Kia Forte (2008-2012)

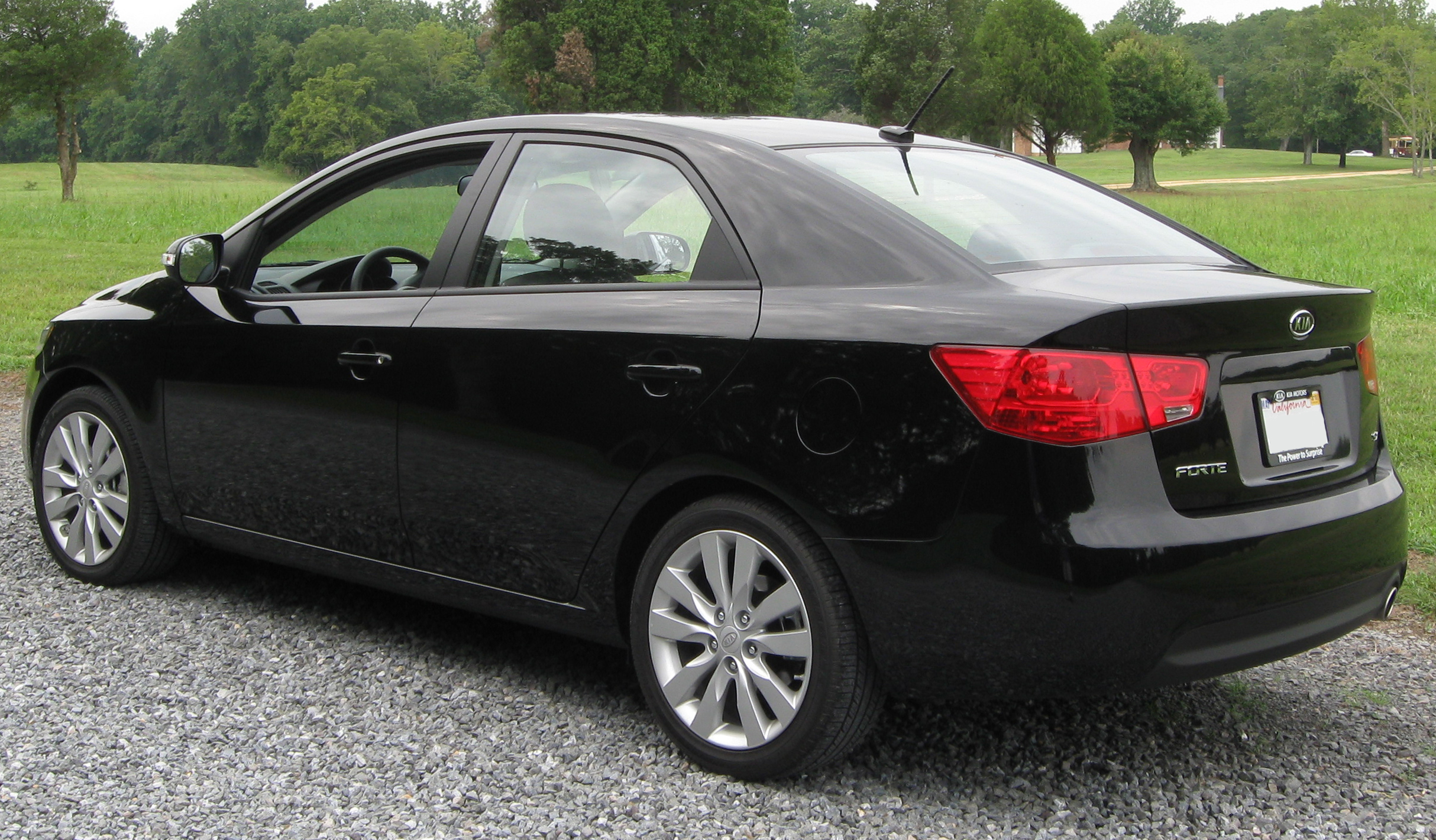
Kia Cerato 2

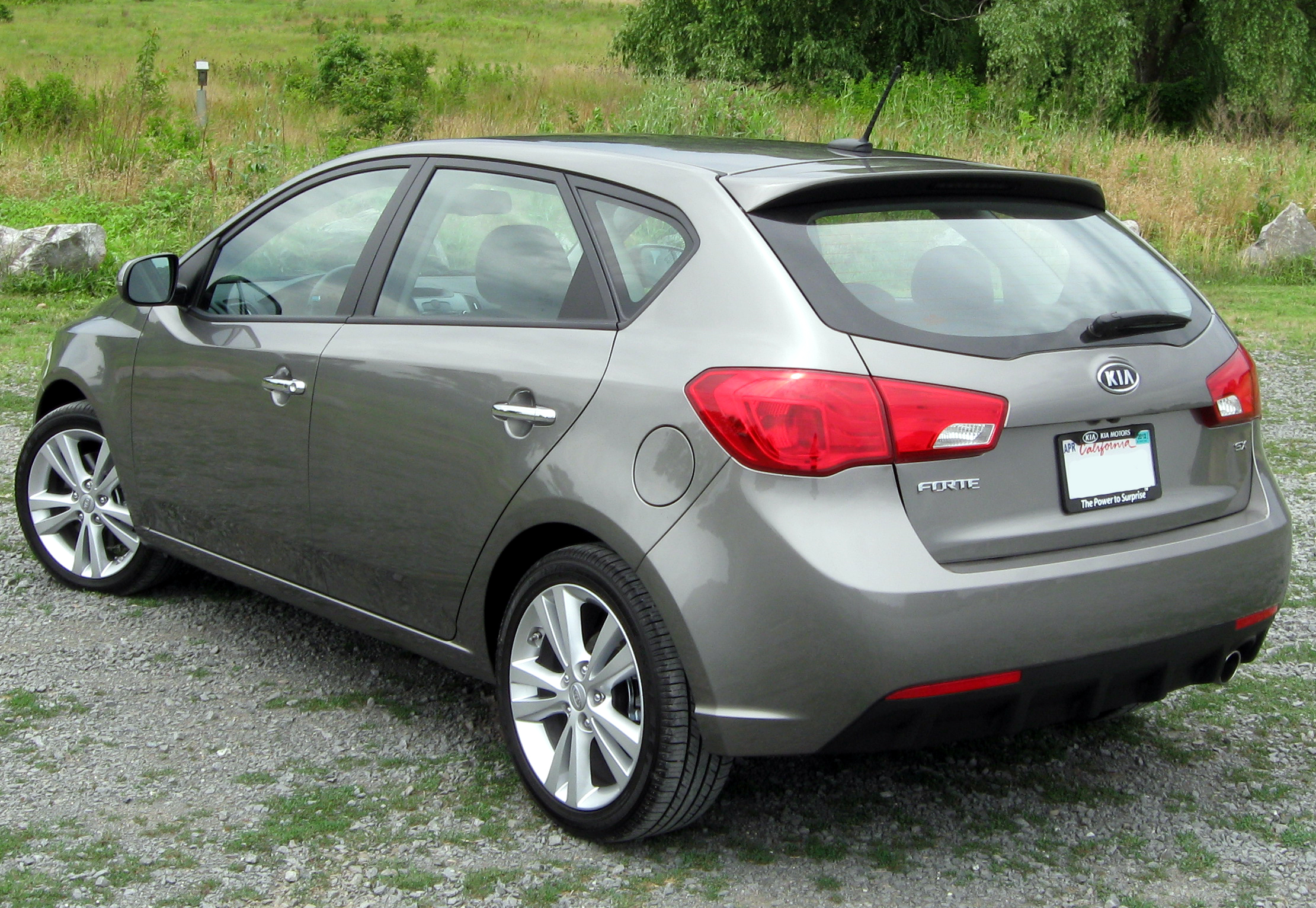
Kia Cerato 2 хетчбек

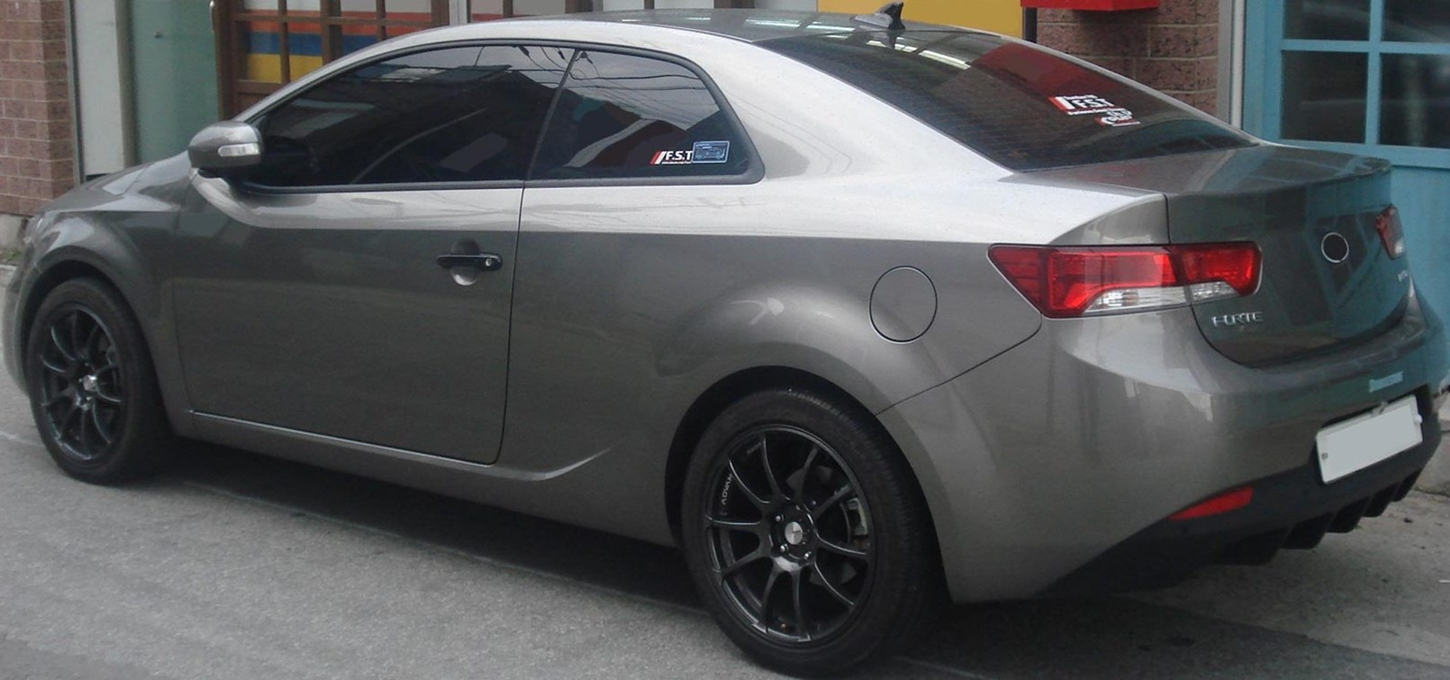
Kia Cerato Koup

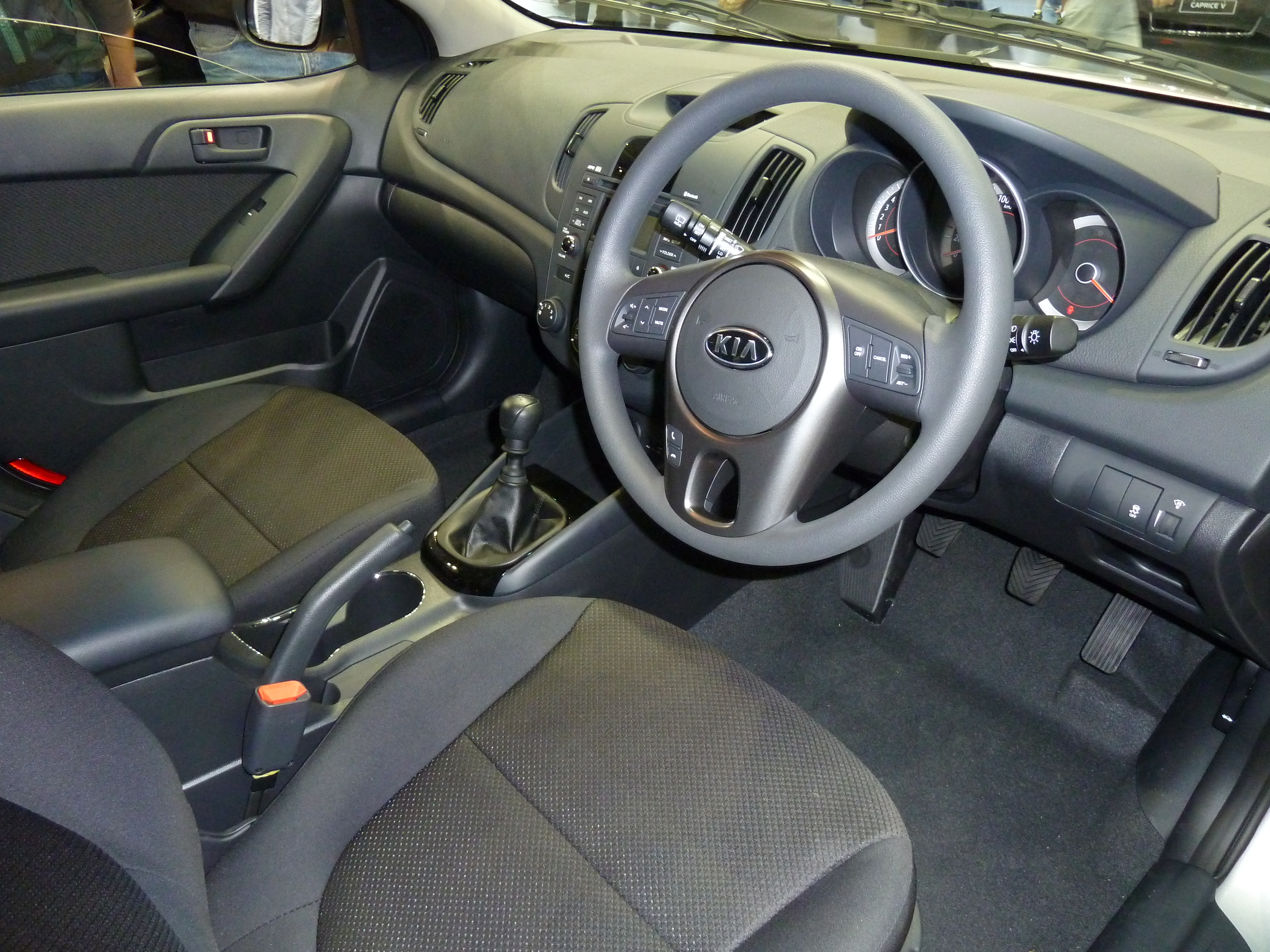
Салон

На автосалоні в Сіднеї, що проходив з 9 жовтня по 19 жовтня 2008 року, Kia представила нову версію седана Cerato.
Зміни торкнулися інтер'єру, елементи підвіски. Автомобіль отримав ширший (на 4 см), і більш довгий (на 3 см) кузов, більш довгу (на 4 см) колісну базу, і ширшу (на 7 см) колію коліс. Разом з тим на сантиметр скоротився кліренс, зменшивши тим самим на сантиметр висоту.
Разом з тим була спрощена конструкція задньої підвіски, яка замість незалежної багатоважільної, стала двоважільною напівзалежною, з пружною балкою, що зробило її більш надійною і простою в ремонті та обслуговуванні.

### Двигуни
| Модель                      | Об'єм     | Потужність | Крутний момент | КПП                                 |
| --------------------------- | --------- | ---------- | -------------- | ----------------------------------- |
| Бензинові                   |           |            |                |                                     |
| 1.6 L Gamma I4              | 1,591 см3 | 126 к.с.   | 156 Нм         | 5-ст. МКПП, 4-ст. АКПП (6-ст. АКПП) |
| 2.0 L Theta II I4           | 1,998 см3 | 156 к.с.   | 194 Нм         | 5-ст. МКПП, 4- і 6-ст. АКПП         |
| 2.4 L Theta II I4           | 2,359 см3 | 173 к.с.   | 227 Нм         | 6-ст. МКПП, 6-ст. АКПП              |
| Гібридний                   |           |            |                |                                     |
| 1.6 L Gamma I4 (LPG hybrid) | 1,591 см3 |            |                | CVT                                 |
| Дизельний                   |           |            |                |                                     |
| 1.6 L CRDi VGT I4           | 1,582 см3 | 128 к.с.   | 260 Нм         | 4-ст. АКПП                          |

## Kia Cerato 3/Kia K3 (2012-2018)

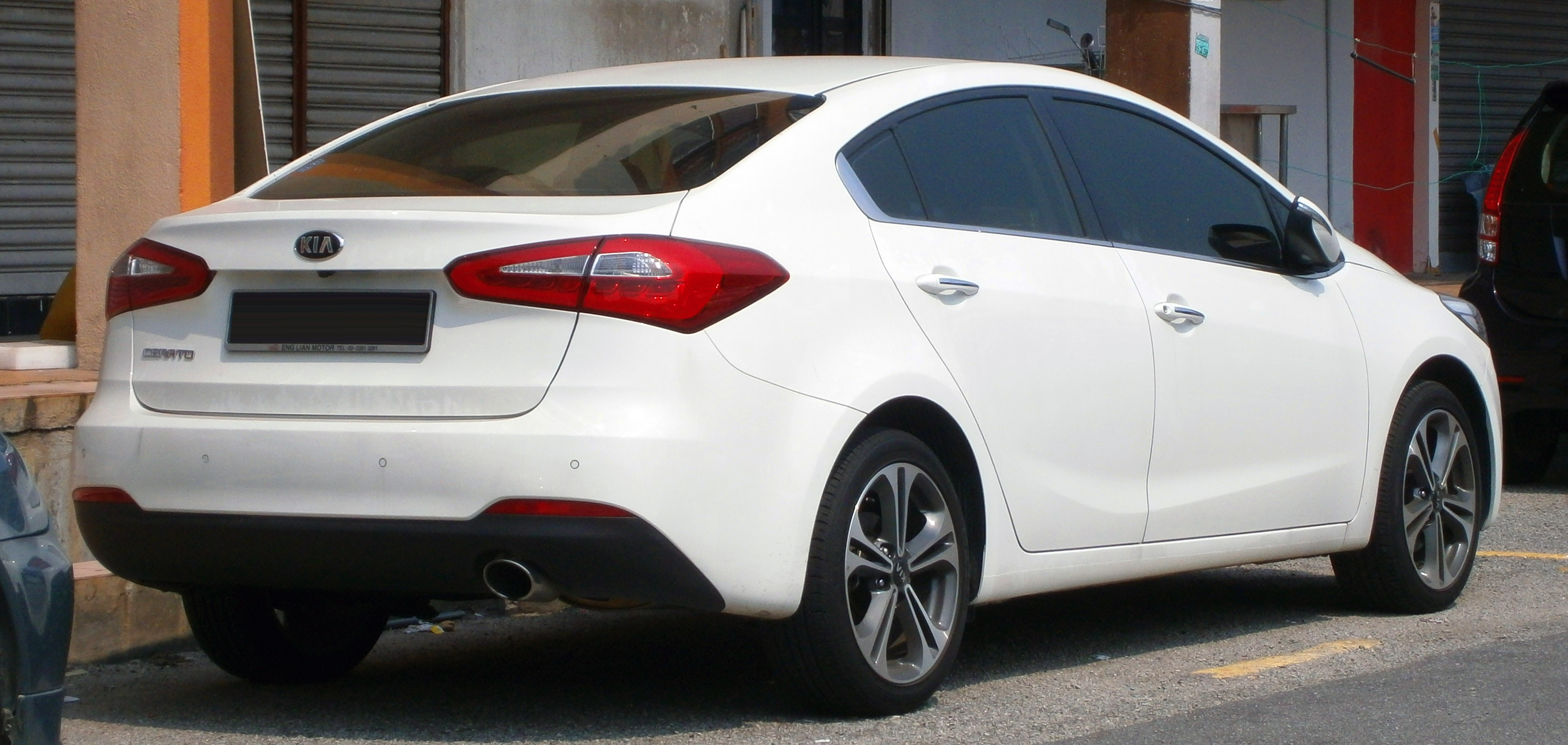
Kia Cerato 3

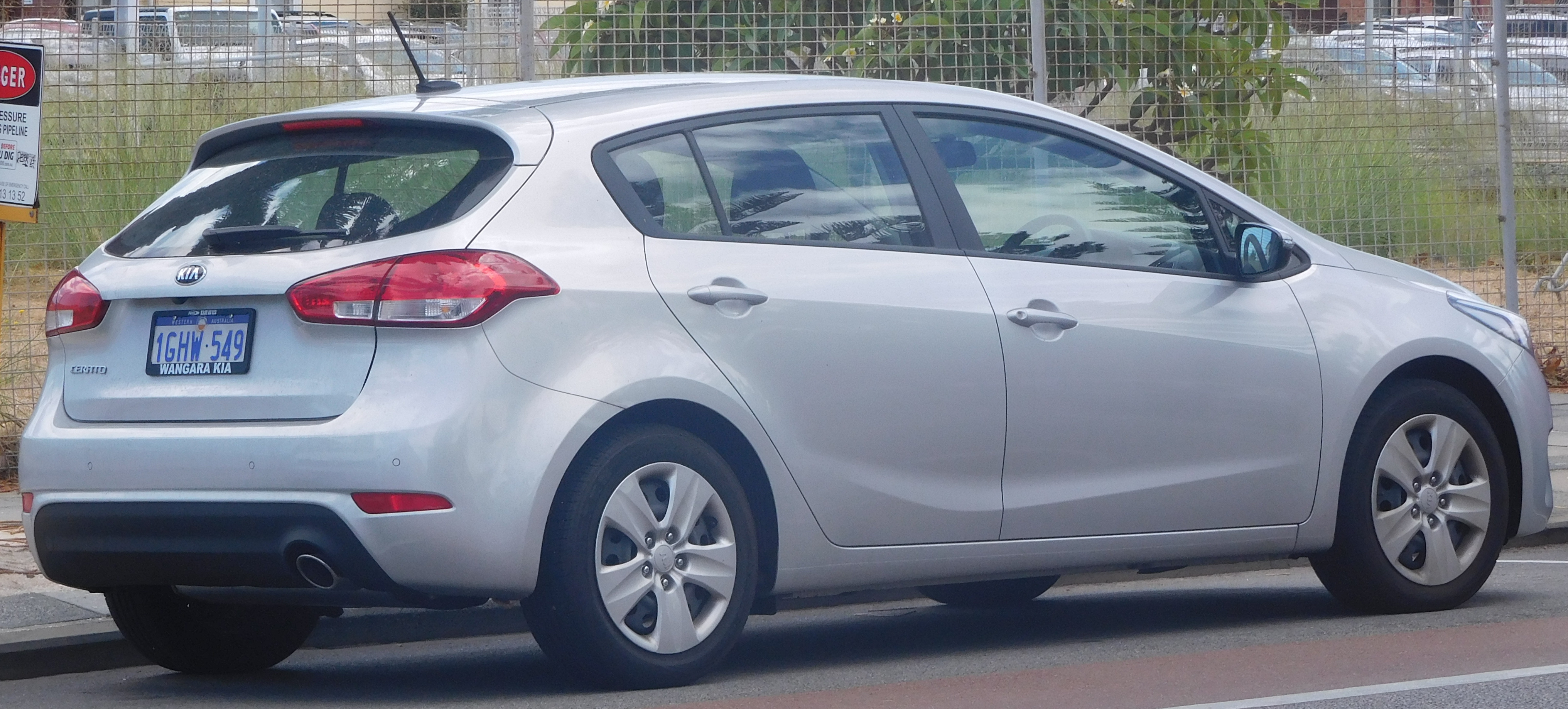
Kia Cerato хетчбек

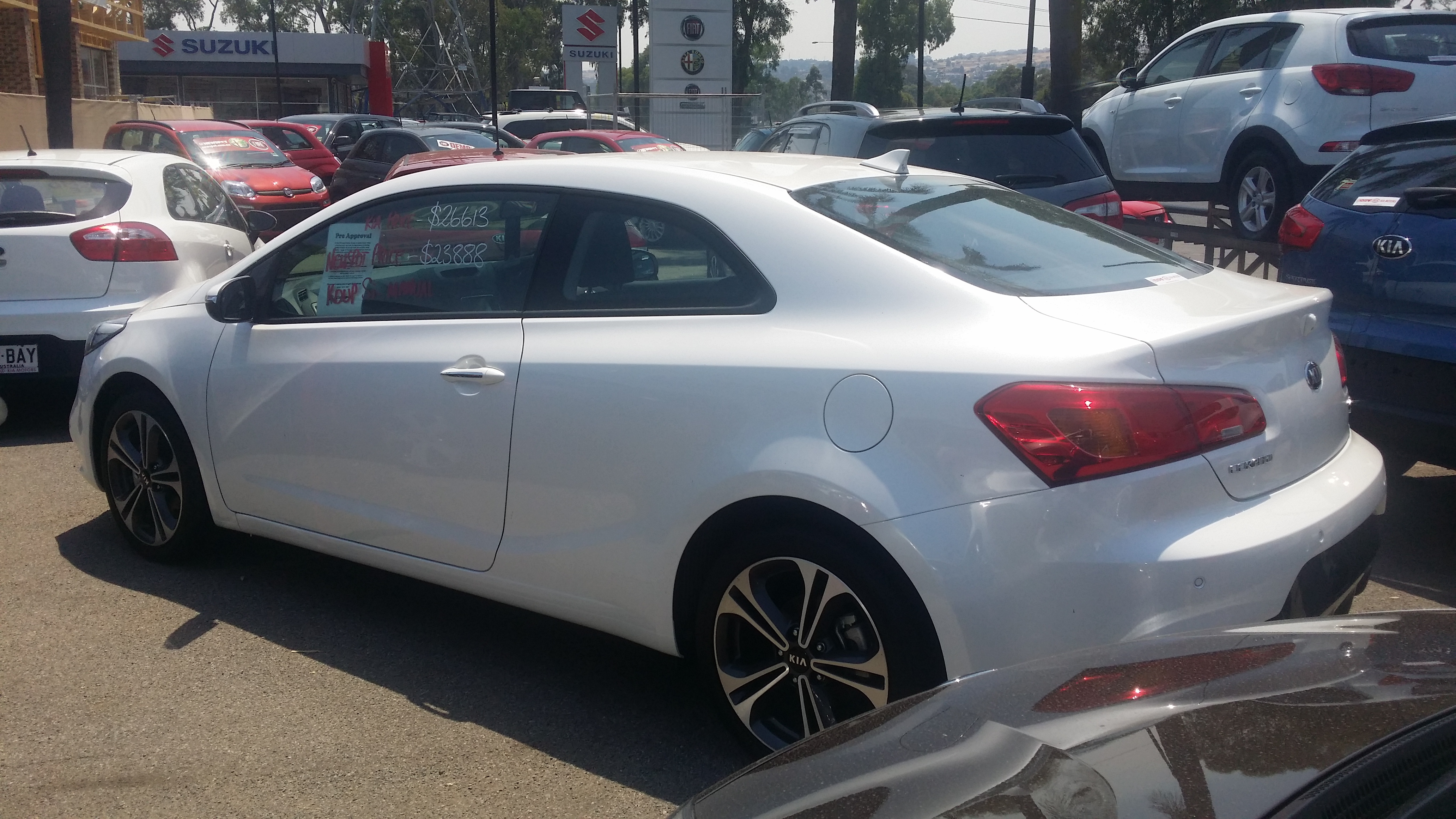
Kia Cerato Koup

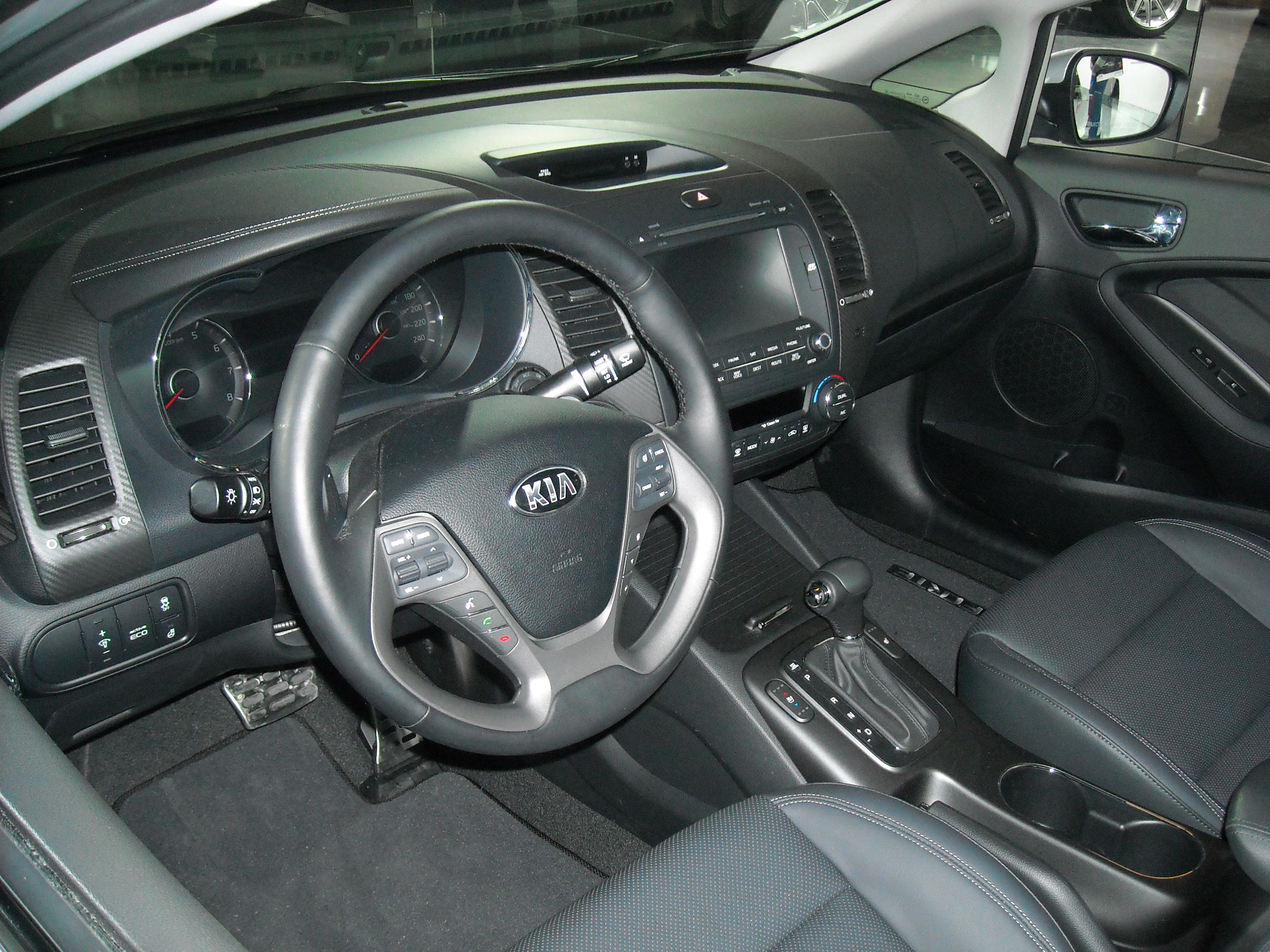
Салон

В липні 2012 року компанія Kia Motors представила нове покоління Cerato, яке для корейському ринку називається Kia K3. Седан буде продаватися в США як Forte починаючи з середини 2013 року.
Купе і п'ятидверний хетчбек буде випущений пізніше.
Проект під назвою YD був в розробці з 2009 року, автомобіль отримав платформу і двигуни від Hyundai Elantra (MD).
Kia пропонує модель Cerato з кузовами седан і хетчбек, а також робить доступними механічну й автоматичну 6-ступінчасті коробки передач. Для цієї моделі існує чотири варіанти внутрішньої оббивки кузова і переглянутий силовий агрегат. Зовні Кіа Черато є елегантною машиною, основними конкурентами якої вважаються: Toyota Corolla, Mazda 3, Hyundai i30, Volkswagen Golf, Holden Cruze, Nissan Pulsar і Subaru Impreza. У салоні можна помітити і спортивні елементи, типу шкіряної обшивки керма, комфортних сидінь з бічною підтримкою і металевих педалей. У стандартну комплектацію салону входять: кондиціонер, магнітола з голосовим управлінням, Bluetooth і USB-порт.

### Двигуни
- 1.6 L Gamma MPI I4 130 к.с.
- 1.6 L Gamma GDI turbo I4 201 к.с. (тільки Koup і хетчбек)
- 1.8 L Nu MPI I4 148 к.с. (тільки седан)
- 2.0 L Nu MPI I4 159 к.с.
- 2.0 L Nu GDI I4 173 к.с.

## Kia Cerato 4 (2018—2024)

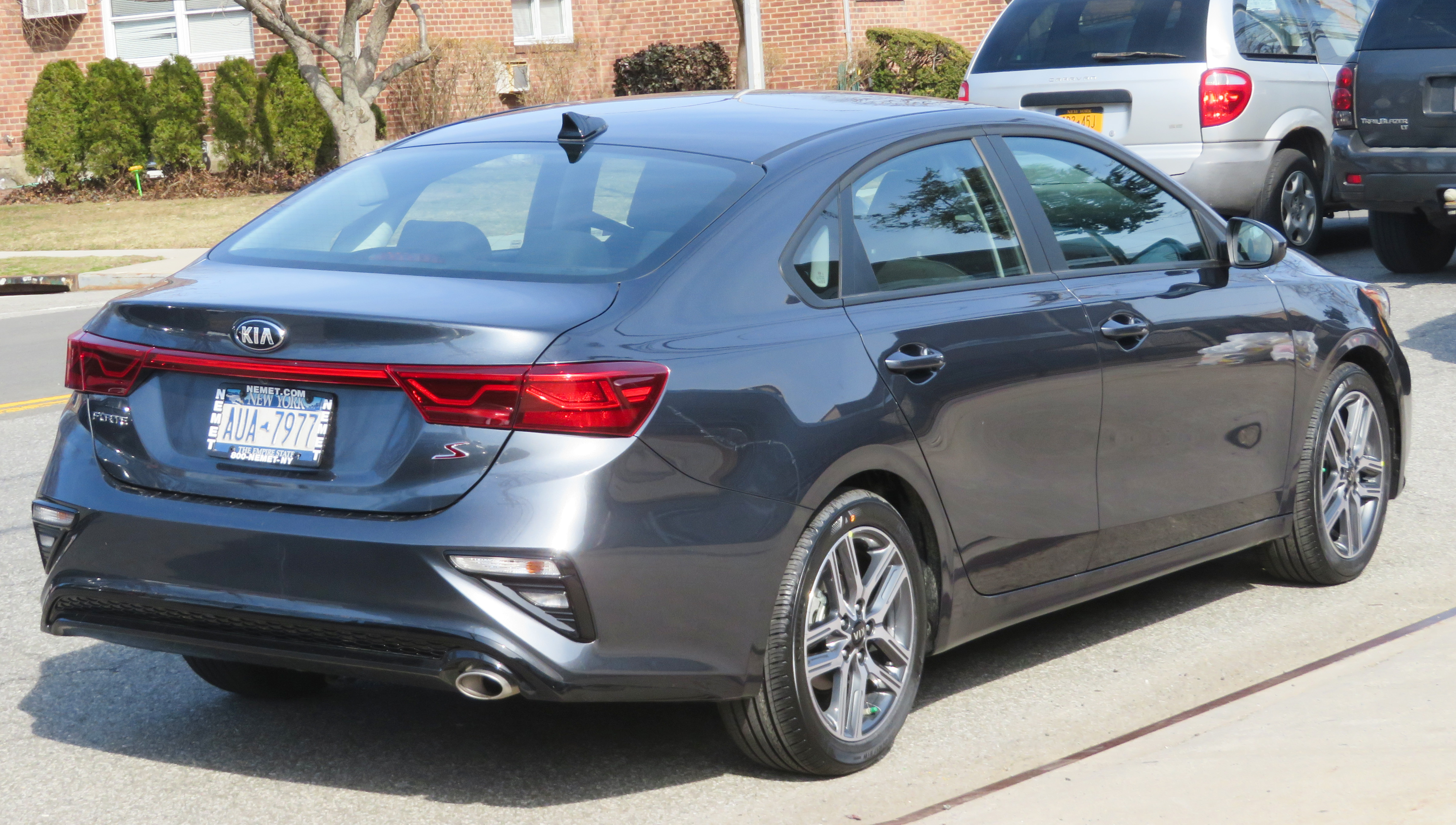
Kia Forte 3 (2018–2021)

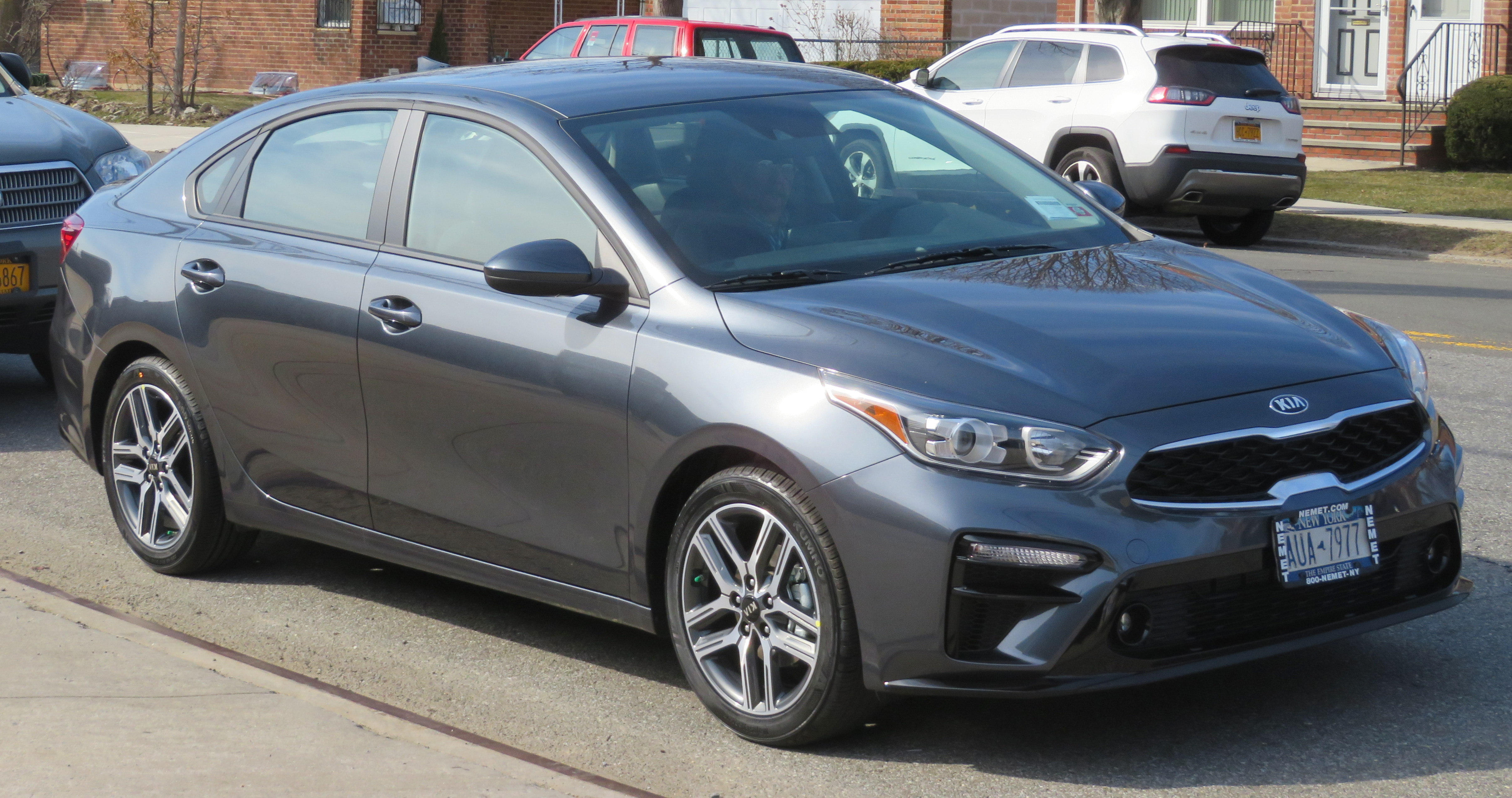
Kia Forte 3 (2018–2021)

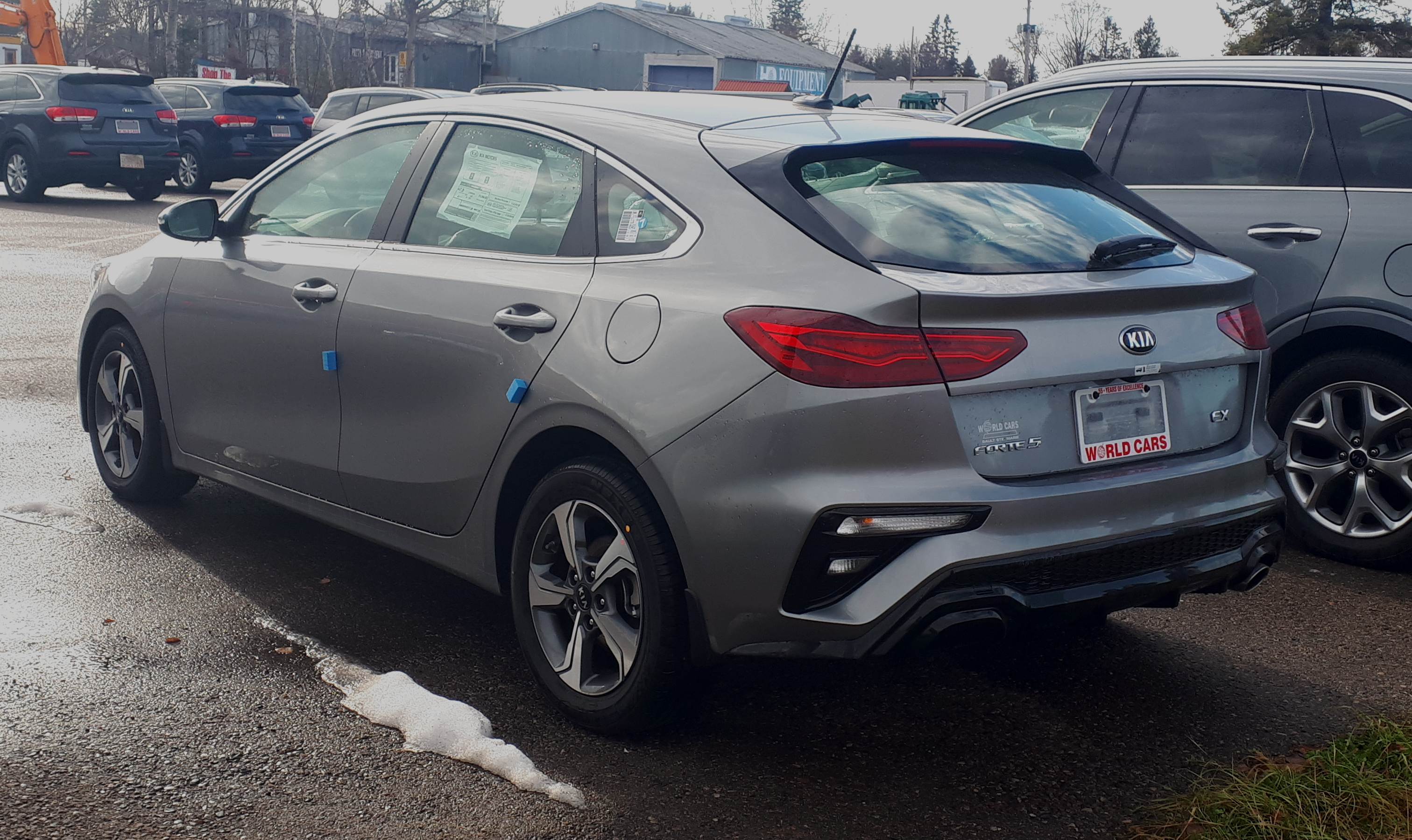
Kia Forte EX (2018–2021)

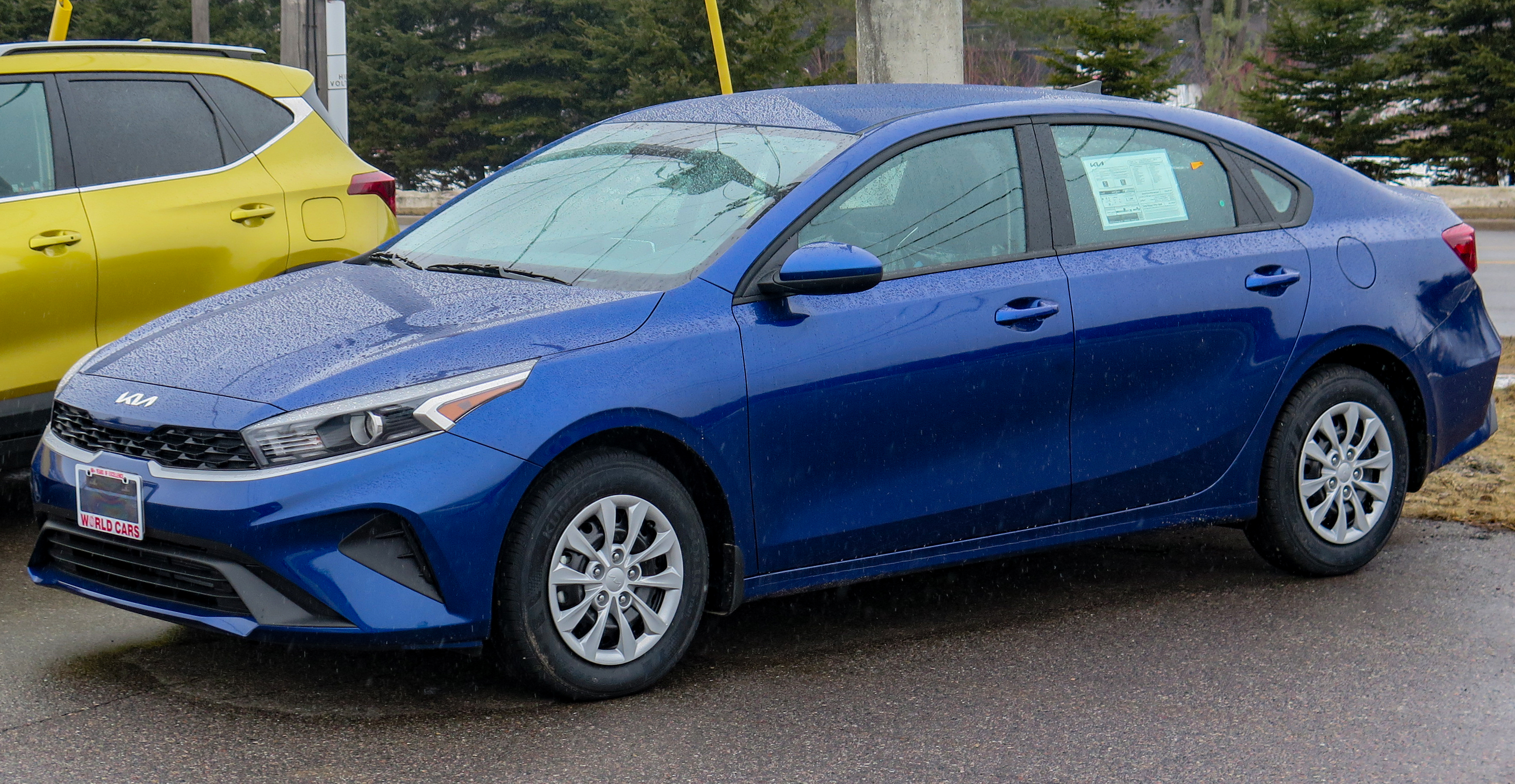
Kia Forte 3 (з 2021)

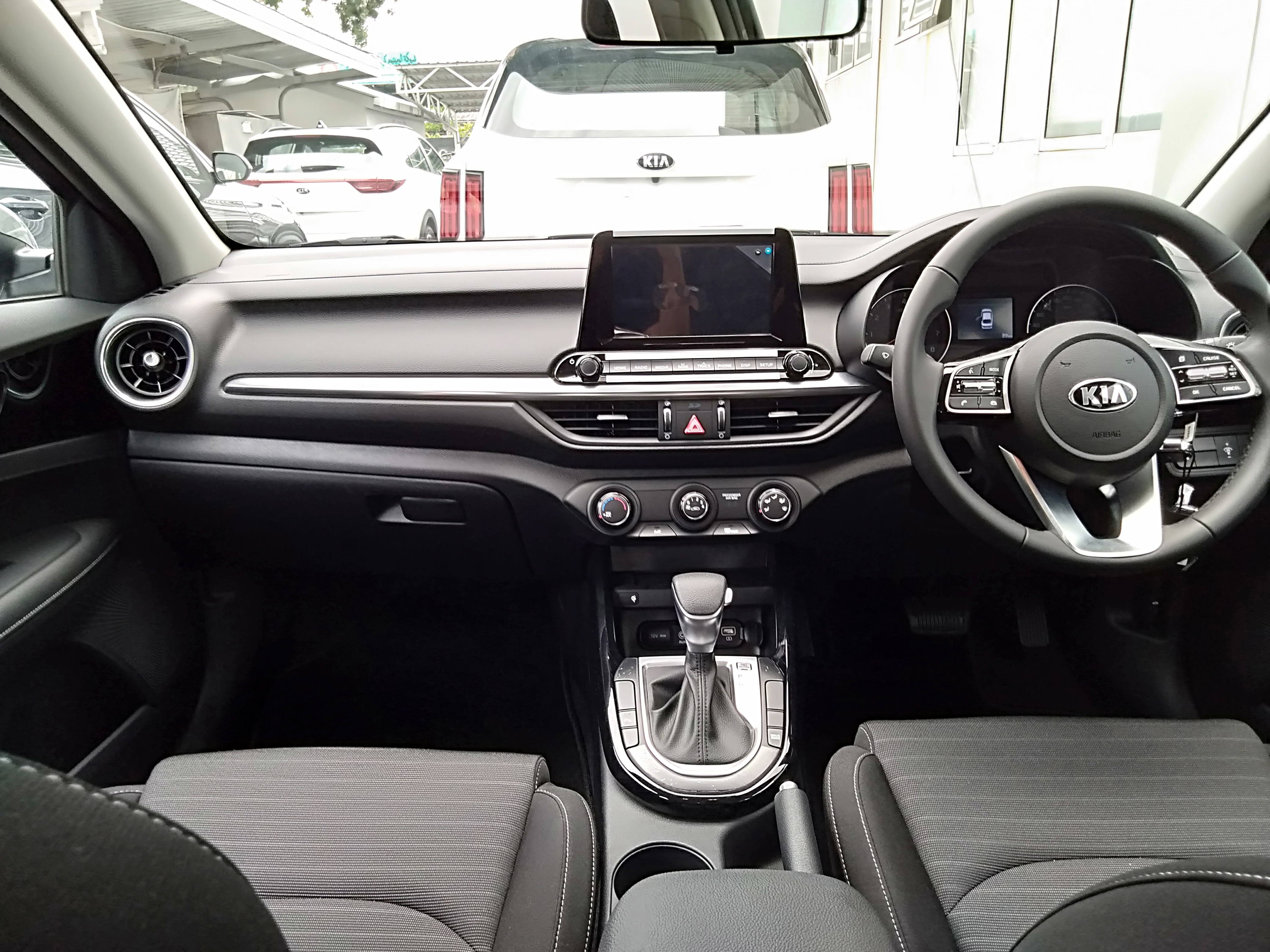

15 січня 2018 року на Північноамериканському міжнародному автосалоні в Детройті, штат Мічиган, компанія Kia представила седан третього покоління Forte. Використовуючи стилістичні елементи Kia Stinger. Автомобіль побудований з 54% високоміцної сталі. Форте буде запропоновано з двигуном 2.0 л Nu GDI I4 потужністю, від попередньої моделі, приєднаний до шестиступінчастої механічної коробки передач або першого варіатора CVT на автомобілях Kia.
Невдовзі дебютує аналог для Європейського ринку під назвою Kia Cerato.
Kia Forte з механічною коробкою передач розганяється до 100 км/год за 8,2 секунди. Витрата пального у такій комплектації становить 8,7 л/100 в місті та 6,4 л/100 км за шосе. Версія з турбомотором та коробкою-автомат витрачає в середньому 7,8 л/100 км, специфікації LXS і GT-Line - 7,4 л/100 км. 

### Двигуни
- 1.6 L SmartStream G Gamma II MPI I4 123 к.с.
- 1.6 L Gamma II MPI turbo I4 204 к.с.
- 2.0 L Nu MPI I4 147 к.с.